# Степанов, Яков Спиридонович
Яков Спиридонович Степанов (1831—1891) — русский учёный, профессор полицейского права в Казанском университете.

## Биография
Родился в Яранске, Вятской губернии 22 октября (3 ноября) 1831 года. Его отец был смотрителем тюремного замка. 
Первоначальное образование получил в Яранском городском училище, затем учился в Вятской гимназии, окончив которую в 1849 году, поступил в Императорский Казанский университет. Учился сначала на естественном отделении физико-математического факультета, но через год перешёл на историко-филологический факультет. Однако и его не окончил, перейдя на юридический факультет, курс которого и окончил по камеральному отделению в 1855 году со степенью кандидата. 
В 1857 году поступил на службу в штат симбирского дворянского депутатского собрания, но в следующем году получил назначение на должность сверхштатного старшего учителя законоведения в первую Казанскую гимназию с прикомандированием в то же время к Казанскому университету по кафедре государственного благоустройства и благочиния; 27 февраля 1861 года он был избран исполняющим должность адъюнкта, в 1867 году стал доцентом по кафедре полицейского права; к этому времени он получил учёную степень магистра, защитив диссертации «О полиции, как науке, во Франции» («Ученые записки Казанского университета». — 1867; отдельное издание: Казань, 1867). Для подготовки докторской диссертации в течение трёх месяцев занимался в книгохранилищах Санкт-Петербурга. Диссертация «Первые два периода самостоятельного существования науки о полиции в Германии» (Казань, 1869), принесла ему степень доктора полицейского права и должность экстраординарного профессора Казанского университета; 24 декабря 1870 года он был утверждён в звании ординарного профессора. В течение двух следующих лет (август 1871 — август 1873) он находился в заграничной командировке, в течение которой занимался изучением полицейского права в различных западно-европейских государствах. Возвратившись в Казань, он продолжал читать лекции по своей специальности. Одновременно, в 1878—1888 годах он преподавал ещё и на вакантной кафедре политической экономии и статистики. 
Несмотря на выслугу сроков, в 1882 и 1887 годах он был оставляем в должности профессора; получил 16 июля 1886 года звание заслуженного профессора.
Умер, состоя на службе, 1 (13) октября 1891 года. 
С его именем связано в Казанском университете возникновение на юридическом факультете специальной библиотеки, которой он посвящал в последние годы своей жизни очень много времени и для которой он разыскал и приобрёл значительное число законодательных сборников различных государств и много других ценных, а иногда и редких источников и пособий по всем отраслям юридических наук. 
Кроме двух диссертаций были опубликованы следующие его сочинения:
- «О полиции, как науке, в Англии» (Казань, 1868);
- «Устройство и управление университетов в Англии, Франции, Германии и Австрии» («Ученые записки Казанского университета». — 1878);
- «По вопросу пересмотра устава университетов» (Казань, 1878);
- «Наше законодательство о мерах против чумы, а также повальных и заразительных болезней вообще» (1879);
- «Замечания на третью главу уголовного уложения» («Протоколы Казанского юридического общества». — 1886).